# Dayne Kelly
Dayne Kelly (* 23. Juli 1990) ist ein australischer Tennisspieler.

## Karriere
Dayne Kelly spielt hauptsächlich auf der ATP Challenger Tour und der ITF Future Tour. Er feierte bislang vier Einzel- und zwei Doppelsiege auf der Future Tour. Auf der Challenger Tour gewann er bis jetzt das Doppelturnier in Traralgon im Jahr 2015.

## Erfolge
| Legende (Anzahl der Siege)  |
| Grand Slam                  |
| ATP World Tour Finals       |
| ATP World Tour Masters 1000 |
| ATP World Tour 500          |
| ATP World Tour 250          |
| ATP Challenger Tour (1)     |

### Doppel

#### Turniersiege
| Nr. | Datum            | Turnier   | Belag     | Partner           | Finalgegner                 | Ergebnis |
| --- | ---------------- | --------- | --------- | ----------------- | --------------------------- | -------- |
| 1.  | 1. November 2015 | Traralgon | Hartplatz | Marinko Matosevic | Omar Jasika Bradley Mousley | 7:5, 6:2 |